# Blossia lapidicola
Espèce
Synonymes
- Blossiola lapidicola Lawrence, 1935

Blossia lapidicola est une espèce de solifuges de la famille des Daesiidae.

## Distribution
Cette espèce est endémique d'Afrique du Sud. Elle se rencontre vers Bowesdorp.

## Publication originale
- Lawrence, 1935 : New South African Solifugae. Transactions of the Royal Society of South Africa, vol. 23, p. 71–90.